# Knappschafts-Krankenhaus (Essen)

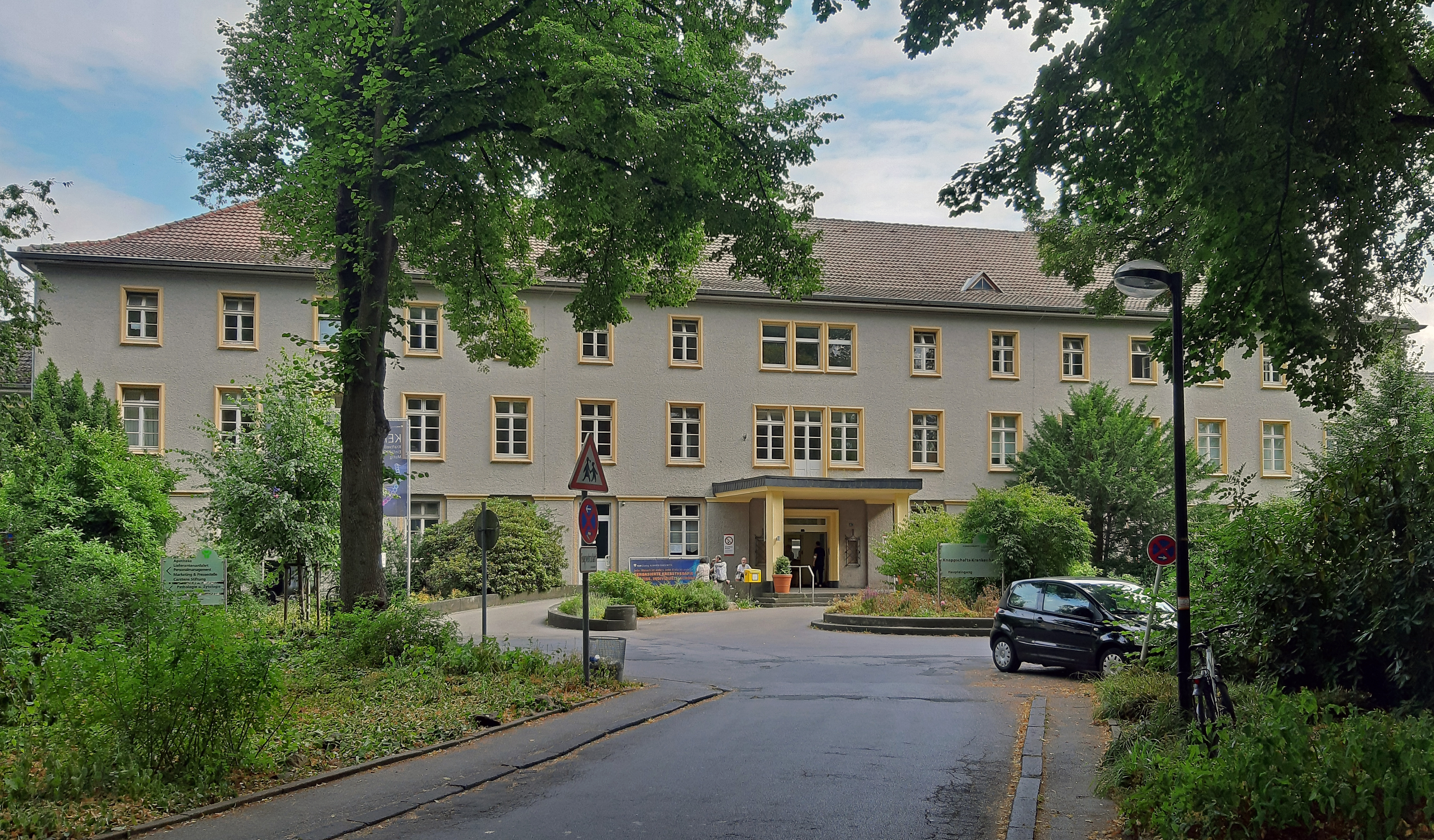
Knappschaftskrankenhaus Essen-Steele

Das Knappschafts-Krankenhaus (offiziell: Evangelisches Krankenhaus Essen-Steele) ist ein Krankenhaus im Essener Stadtteil Steele.

## Geschichte
Der Grundstein wurde 1924 gelegt. Das Haus wurde von der Bundesknappschaft 1927 eröffnet. Etwa ein Viertel der Betten entfiel auf die Gynäkologie. Drei Viertel der Betten entfielen auf die damals größte internistische Abteilung Deutschlands mit einem Schwerpunkt auf Lungenerkrankungen, insbesondere Tuberkulose und Silikose.
1990 wurde als dritter Schwerpunkt die Klinik für Geriatrie eröffnet. 1990 nahm die Klinik für Naturheilkunde und Integrative Medizin als vierter Schwerpunkt die Patientenversorgung auf. Ein Neubau sowie das Bewegungsbad auf dem Gelände des Hauses wurden im Juli 2001 eingeweiht.  
1995 wurde das Haus von den „Kliniken Essen-Mitte Evangelische Huyssens-Stiftung“ übernommen.

## Einrichtung
Zum Haus zählen 
- die Abteilung für Physiotherapie und physikalische Therapie,
- die Intensivabteilung,
- die Nuklearmedizin,
- die Zentralapotheke.